# (73567) 4509 P-L
(73567) 4509 P-L – planetoida z pasa głównego asteroid okrążająca Słońce w ciągu 5,43 lat w średniej odległości 3,09 j.a. Odkryta 24 września 1960 roku.